# Al Ajaylat
Al Ajaylat (arabă العجيلات) este un oraș din districtul An Nuqat al Khams, Libia.